# Pennsylvania Northeastern Railroad
| Logo der Pennsylvania Northeastern Railroad |                      |                                                           |                                                           |
| Die Strecken der Pennsylvania Northeastern Railroad |                      |                                                           |                                                           |
| Streckenlänge: | 88 km                |                                                           |                                                           |
| Spurweite: | 1435 mm (Normalspur) |                                                           |                                                           |
| Zweigleisigkeit: | 50 Kilometer         |                                                           |                                                           |
| |                      |                                                           |                                                           |
| \| \| \| li. Strecke der East Penn Railroad \| \| \| \| \| Quakertown / Doylestown Personenbahnhöfe der SEPTA \| \| \| \| \| Landis Ridge Tunnel (Perkasie Tunnel) \| \| \| \| \| Sellersville Boro / Delaware Valley University \| \| \| \| \| New Britain \| \| \| \| \| Ausweichstelle / 84 Lumber Manufacturing Plant \| \| \| \| \| Beginn der PN / West Branch Neshaminy Creek (75 m) \| \| \| \| 0,0 \| Telford / Chalfont \| Telford / Chalfont \| \| \| \| Souderton / West Branch Neshaminy Creek (45 m) \| \| \| \| \| Americold Logistics Hatfield / Ausweichstelle \| \| \| \| \| Hatfield / Link Belt \| \| \| \| \| Colmar \| \| \| \| \| Fortuna \| \| \| \| \| 9th Street \| \| \| \| \| Streckenast nach Doylestown (17 km) \| \| \| \| \| Lansdale PN \| \| \| \| 10,3 \| Lansdale \| 110 m ü. M. \| \| \| \| Strecke der CSX nach Norristown \| \| \| \| 11,7 \| Pennbrook \| Pennbrook \| \| \| \| Wissahickon Creek (14 m) \| \| \| \| 13,5 \| North Wales \| 115 m ü. M. \| \| \| \| Dekalb Pike \| \| \| \| \| Wissahickon Creek (26 m) \| \| \| \| 17,5 \| Gwennyd Valley / Anschluss an die New Hope Railroad \| Gwennyd Valley / Anschluss an die New Hope Railroad \| \| \| \| Wissahickon Creek (31 m) / Ausweichstelle \| \| \| \| \| Warminster \| \| \| \| \| Ambler / Philadelphia Macaroni Company \| \| \| \| 24,3 \| Fort Washington / Hatboro \| Fort Washington / Hatboro \| \| \| \| Sandy Run (36 m) / (77 m) \| \| \| \| \| Norfolk Southern Railway, li Norristown / re. Morrisville \| \| \| \| \| Camp Hill Road / Terwood Road \| \| \| \| \| Willow Grove \| \| \| \| 27,5 \| Orleand / Crestmont \| Orleand / Crestmont \| \| \| \| Roslyn \| \| \| \| 28,9 \| North Hills / Ardsley \| North Hills / Ardsley \| \| \| \| Streckenast nach Warminster (15 km) \| \| \| \| 30,7 \| Glenside \| 81 m ü. M. \| \| \| \| Easton Road (21 m) \| \| \| \| \| South Keswick Avenue (21 m) \| \| \| \| \| Streckenast nach Neshaminy (17 km) \| \| \| \| 32,4 \| Jenkintown-Wyncote / Noble \| Jenkintown-Wyncote / Noble \| \| \| \| Rydal \| \| \| \| \| Meadowbrook \| \| \| \| 35,0 \| Elkins Park / Pennypack Creek \| 62 m ü. M. \| \| \| \| Bethayres \| \| \| \| 36,3 \| Melrose Park / Philmont \| Melrose Park / Philmont \| \| \| \| Forest Hills \| \| \| \| \| Somerton \| \| \| \| \| Trevose \| \| \| \| 38,4 \| Fern Rock Transportation Center / Neshaminy \| Fern Rock Transportation Center / Neshaminy \| \| \| \| Tabor Junction Ende der PN \| \| \| \| \| li. CSX nach Philadelphia, re nach Langhorne \| \| \| \| \| \| \| \| Quellen: [1][2] \| \| \| \| |                      |                                                           |                                                           |
| Strecke |                      | li. Strecke der East Penn Railroad                        | li. Strecke der East Penn Railroad                        |
| ehemaliger Bahnhof · Kopfbahnhof Streckenanfang |                      | Quakertown / Doylestown Personenbahnhöfe der SEPTA        | Quakertown / Doylestown Personenbahnhöfe der SEPTA        |
| Tunnel · Brücke |                      | Landis Ridge Tunnel (Perkasie Tunnel)                     | Landis Ridge Tunnel (Perkasie Tunnel)                     |
| ehemaliger Bahnhof · Haltepunkt / Haltestelle |                      | Sellersville Boro / Delaware Valley University            | Sellersville Boro / Delaware Valley University            |
| Abzweig geradeaus und nach rechts · Haltepunkt / Haltestelle |                      | New Britain                                               | New Britain                                               |
| Dienststation / Betriebs- oder Güterbahnhof · Abzweig geradeaus und nach links |                      | Ausweichstelle / 84 Lumber Manufacturing Plant            | Ausweichstelle / 84 Lumber Manufacturing Plant            |
| Wechsel des Eisenbahninfrastrukturunternehmens · Brücke über Wasserlauf |                      | Beginn der PN / West Branch Neshaminy Creek (75 m)        | Beginn der PN / West Branch Neshaminy Creek (75 m)        |
| ehemaliger Bahnhof · Haltepunkt / Haltestelle | 0,0                  | Telford / Chalfont                                        | Telford / Chalfont                                        |
| ehemaliger Bahnhof · Brücke über Wasserlauf |                      | Souderton / West Branch Neshaminy Creek (45 m)            | Souderton / West Branch Neshaminy Creek (45 m)            |
| Abzweig geradeaus und von rechts · Dienststation / Betriebs- oder Güterbahnhof |                      | Americold Logistics Hatfield / Ausweichstelle             | Americold Logistics Hatfield / Ausweichstelle             |
| ehemaliger Bahnhof · Haltepunkt / Haltestelle |                      | Hatfield / Link Belt                                      | Hatfield / Link Belt                                      |
| Abzweig geradeaus und nach links · Haltepunkt / Haltestelle |                      | Colmar                                                    | Colmar                                                    |
| Abzweig geradeaus und nach links · Haltepunkt / Haltestelle |                      | Fortuna                                                   | Fortuna                                                   |
| Abzweig geradeaus und von links · Haltepunkt / Haltestelle |                      | 9th Street                                                | 9th Street                                                |
| Abzweig geradeaus und von links · Strecke nach rechts |                      | Streckenast nach Doylestown (17 km)                       | Streckenast nach Doylestown (17 km)                       |
| Dienststation / Betriebs- oder Güterbahnhof |                      | Lansdale PN                                               | Lansdale PN                                               |
| Bahnhof | 10,3                 | Lansdale                                                  | 110 m ü. M.                                               |
| Abzweig geradeaus und nach rechts |                      | Strecke der CSX nach Norristown                           | Strecke der CSX nach Norristown                           |
| Haltepunkt / Haltestelle | 11,7                 | Pennbrook                                                 | Pennbrook                                                 |
| Brücke über Wasserlauf |                      | Wissahickon Creek (14 m)                                  | Wissahickon Creek (14 m)                                  |
| Bahnhof | 13,5                 | North Wales                                               | 115 m ü. M.                                               |
| Brücke |                      | Dekalb Pike                                               | Dekalb Pike                                               |
| Brücke über Wasserlauf |                      | Wissahickon Creek (26 m)                                  | Wissahickon Creek (26 m)                                  |
| Bahnhof · Strecke von links | 17,5                 | Gwennyd Valley / Anschluss an die New Hope Railroad       | Gwennyd Valley / Anschluss an die New Hope Railroad       |
| Brücke über Wasserlauf · Dienststation / Betriebs- oder Güterbahnhof |                      | Wissahickon Creek (31 m) / Ausweichstelle                 | Wissahickon Creek (31 m) / Ausweichstelle                 |
| Brücke · Bahnhof |                      | Warminster                                                | Warminster                                                |
| Bahnhof · Abzweig geradeaus und von links |                      | Ambler / Philadelphia Macaroni Company                    | Ambler / Philadelphia Macaroni Company                    |
| Bahnhof · Bahnhof | 24,3                 | Fort Washington / Hatboro                                 | Fort Washington / Hatboro                                 |
| Brücke · Brücke über Wasserlauf |                      | Sandy Run (36 m) / (77 m)                                 | Sandy Run (36 m) / (77 m)                                 |
| Kreuzung geradeaus unten · Kreuzung geradeaus unten |                      | Norfolk Southern Railway, li Norristown / re. Morrisville | Norfolk Southern Railway, li Norristown / re. Morrisville |
| Brücke · Brücke |                      | Camp Hill Road / Terwood Road                             | Camp Hill Road / Terwood Road                             |
| Brücke · Haltepunkt / Haltestelle |                      | Willow Grove                                              | Willow Grove                                              |
| Bahnhof · Haltepunkt / Haltestelle | 27,5                 | Orleand / Crestmont                                       | Orleand / Crestmont                                       |
| Brücke · Haltepunkt / Haltestelle |                      | Roslyn                                                    | Roslyn                                                    |
| Bahnhof · Haltepunkt / Haltestelle | 28,9                 | North Hills / Ardsley                                     | North Hills / Ardsley                                     |
| Abzweig geradeaus und von links · Strecke nach rechts |                      | Streckenast nach Warminster (15 km)                       | Streckenast nach Warminster (15 km)                       |
| Bahnhof | 30,7                 | Glenside                                                  | 81 m ü. M.                                                |
| Brücke |                      | Easton Road (21 m)                                        | Easton Road (21 m)                                        |
| Brücke |                      | South Keswick Avenue (21 m)                               | South Keswick Avenue (21 m)                               |
| Abzweig geradeaus und von links · Strecke von rechts |                      | Streckenast nach Neshaminy (17 km)                        | Streckenast nach Neshaminy (17 km)                        |
| Bahnhof · Haltepunkt / Haltestelle | 32,4                 | Jenkintown-Wyncote / Noble                                | Jenkintown-Wyncote / Noble                                |
| Brücke · Haltepunkt / Haltestelle |                      | Rydal                                                     | Rydal                                                     |
| Brücke · Haltepunkt / Haltestelle |                      | Meadowbrook                                               | Meadowbrook                                               |
| Bahnhof · Brücke über Wasserlauf | 35,0                 | Elkins Park / Pennypack Creek                             | 62 m ü. M.                                                |
| Brücke · Haltepunkt / Haltestelle |                      | Bethayres                                                 | Bethayres                                                 |
| Bahnhof · Haltepunkt / Haltestelle | 36,3                 | Melrose Park / Philmont                                   | Melrose Park / Philmont                                   |
| Brücke · Haltepunkt / Haltestelle |                      | Forest Hills                                              | Forest Hills                                              |
| Brücke · Haltepunkt / Haltestelle |                      | Somerton                                                  | Somerton                                                  |
| Brücke · Haltepunkt / Haltestelle |                      | Trevose                                                   | Trevose                                                   |
| Haltepunkt / Haltestelle · Haltepunkt / Haltestelle | 38,4                 | Fern Rock Transportation Center / Neshaminy               | Fern Rock Transportation Center / Neshaminy               |
| Wechsel des Eisenbahninfrastrukturunternehmens · Wechsel des Eisenbahninfrastrukturunternehmens |                      | Tabor Junction Ende der PN                                | Tabor Junction Ende der PN                                |
| Strecke · Abzweig geradeaus und von links |                      | li. CSX nach Philadelphia, re nach Langhorne              | li. CSX nach Philadelphia, re nach Langhorne              |
| |                      |                                                           |                                                           |
| Quellen: |                      |                                                           |                                                           |

Die Pennsylvania Northeastern Railroad (PN) ist eine US-amerikanische Class-3-Eisenbahngesellschaft mit Sitz in Lansdale (Pennsylvania). Sie verkehrt auf einem 88 Kilometer langen Streckennetz im Bucks  und im Montgomery County, nördlich von Philadelphia (Pennsylvania). Die Bahngesellschaft wurde 2011 gegründet und übernahm den zuvor durch die CSX Transportation geführten Güterverkehr auf der Infrastruktur der Southeastern Pennsylvania Transportation Authority.

## Geschichte
Der größte Teil der von der PN befahrenen Strecken wurde ursprünglich von der North Pennsylvania Railroad erbaut. Die Strecke von Philadelphia nach Bethlehem (Pennsylvania) wurde bereits 1856 fertiggestellt. Die North Pennsylvania wurde 1879 Teil der Philadelphia and Reading Railroad (P&R), die auf der Strecke Personen- und Güterverkehr betrieb. Die der Stadt Philadelphia am nächsten liegenden Streckenabschnitte wurden 1931 elektrifiziert und mit Pendlerzügen befahren. 1974 wurden die Infrastruktur und der Betrieb des Personenverkehrs an die Southeastern Pennsylvania Transportation Authority (SEPTA) übergeben. 1976 übernahm Conrail den Güterverkehr.
Als das Transportvolumen in den nächsten Jahren zurückging, übergab Conrail 1999 den Betrieb von Telford nach Quakertown (16 Kilometer) an die East Penn Railroad. Bevor Conrail in der Region weitere Strecken an andere Bahnen abgeben konnte, wurde sie von der Norfolk Southern Railway und CSX Transportation aufgekauft. Der Güterverkehr auf den SEPTA-Strecken wurde der Conrail Shared Assets Operation (CSAO) zugeteilt. Ursprünglich sollten die Strecken im Bereich von Lansdale von der CSAO betrieben werden, wobei die CSX eine Verbindung zum Unternehmen Bethlehem Steel und der zugehörigen Kokerei, am nördlichen Ende der ehemaligen Reading-Railroad-Strecke nach Bethlehem, erhalten wollte. Als Bethlehem Steel den Betrieb einstellte, bot die CSX nur noch lokale Dienste in der Region Lansdale an.

### Die Gründung
Am 25. Juli 2011 gab das Surface Transportation Board bekannt, dass der bisher durch CSX Transportation durchgeführte Güterverkehr auf 88 Streckenkilometern von einer neuen Eisenbahngesellschaft übernommen werde. Daraufhin wurde am 13. August 2011 die Pennsylvania Northeastern Railroad gegründet. Eigentümer der Strecken ist die Southeastern Pennsylvania Transportation Authority, die auf Teilen Personenverkehr betreibt. Die Strecken befinden sich nördlich von Philadelphia im Bucks- und Montgomery County.
Zu den von PN betriebenen Linien gehören:
- Die ehemalige Reading Railroad Bethlehem Linie von Newtown Junction nach Telford.
- Die ehemalige Reading Doylestown Linie von Lansdale nach Doylestown.
- Die ehemalige Reading New Hope Linie von Glenside nach Warminster.
- Die Reading New York Short Linie von Jenkintown nach Neshaminy.
- Ein 5 Kilometer langer Abschnitt der Reading Stony Creek Linie südlich von Lansdale.

Die Pennsylvania Northeastern Railroad betreibt auch den Rangierbahnhof in Lansdale. Die Strecke hat Verbindung zur New Hope Railroad in Warminster, der East Penn Railroad in Telford und zur CSX Transportation in Landsdale, Tabor Junction und Neshaminy.

### Dienstleistungen
Die Pennsylvania Northeastern Railroad betreibt Güterverkehr und transportiert folgende Produkte: Agrarerzeugnisse, Baustoffe, Chemikalien, Erdölprodukte, Holz- und Papierprodukte, Kunststoffe, Metallerzeugnisse, Nahrungsmittel (auch gekühlt/gefroren). Die PN bietet dabei auch Lagermöglichkeiten für die verschiedenen Güter. Ferner vermittelt die PN auch Grundstücke zur Ansiedlung von Fertigungs- und Vertriebsunternehmen und bietet Hilfestellung bei deren Infrastrukturaufbau.

## Fahrzeuge
Zu Anfang wurde der Betrieb mit vierachsigen Diesellokomotiven abgewickelt. Nachdem die Anforderungen gestiegen waren, wurden auch sechsachsige Triebfahrzeuge angeschafft, darunter die Loks Typ C39-8 von GE Transportation Systems und der Typ SD40-2W von Electro-Motive Diesel. Ferner wurde die Zugsteuerung an die der SEPTA angepasst. Im August 2012 führte die PN ihre gold-/silberne Farbgebung ein, inspiriert von der Lackierung der ehemaligen Denver and Rio Grande Western Railroad.
| Lokomotiven       |                           |         |              |               | |      |
| Betriebs Nr.      | Hersteller                | Modell  | Seriennummer | Baujahr       | Bemerkung | Bild |
| Diesellokomotiven |                           |         |              |               | |      |
| 5315              | Electro-Motive Diesel     | SD40-2W | A3844        | Dezember 1979 | Ehem. Canadian National Railway, erworben 2011, im PN Farbschema lackiert. |      |
| 5342              | Electro-Motive Diesel     | SD40-2W | A3893        | 1980          | Ehem. Canadian National Railway Nr. 5342, 2011 erworben, im PN Farbschema lackiert.                                                                                            |      |
| 5577              | Electro-Motive Diesel     | SD40-2  | A2576        | März 1972     | Ehem. Canadian Pacific Railway Nr. 5577. |      |
| 7010              | Electro-Motive Diesel     | GP9RM   | A1684        | Mai 1959      | Ehem. Canadian National Railway Nr. 4327, 1985 umgebaut zur GP9RM Nr. 7010, mit vereinfachter Lackierung, ist gelegentlich auf der New Hope Railroad im Einsatz.               |      |
| 7210              | Electro-Motive Diesel     | GP9RM   | A1669        | April 1959    | Ehem. Canadian National Railway Nr. 4312, 1989 zur GP9RM Nr. 7210 umgebaut, in CN-Lackierung, bei New Hope Railroad eingelagert, außer Betrieb.                                |      |
| 8202              | GE Transportation Systems | C39-8   | 45331        | Juli 1986     | Ehem. Canadian National Railway Nr. 6004, ehem. Norfolk Southern Railway, ehem. National Salvage and Service Corporation.                                                      |      |
| 8211              | GE Transportation Systems | C39-8   | 45344        | Juli 1986     | Ehem. Canadian National Railway 6017, 2010 erworben, zwischen 2018 und 2019 außer Dienst gestellt und als Teilespender für 8212 verwendet.                                     |      |
| 8212              | GE Transportation Systems | C39-8   | 45348        | August 1986   | Ehem. Canadian National Railway 6021, ehem. Norfolk Southern Railway, ehem. Conrail, erworben 2010, in Conrail-Lackierung belassen.                                            |      |
| 8701              | Electro-Motive Diesel     | SD60    | 886031-2     | Oktober 1989  | Ehem. CSX Transportation Nr. 8701 und dort 2017 außer Dienst gestellt, 2019 erworben, ist in CSX-Farben mit PN-Schriftzug lackiert.                                            |      |
| 8711              | Electro-Motive Diesel     | SD60    |              | 1984          | Ehem. SD60 EMD Prototyp-Lok Nr. 2, 1986 von Conrail als Nr. 6842 erworben, 2000 von der CSX Transportation als Nr. 8711 erworben, 2019 in CSX-Lackierung mit PN-Logo erworben. |      |
| [ 7 ]             |                           |         |              |               | |      |